# Leptosciarella brevipalpa
Leptosciarella brevipalpa är en tvåvingeart som först beskrevs av Werner Mohrig och Menzel 1992.  Leptosciarella brevipalpa ingår i släktet Leptosciarella, och familjen sorgmyggor. Arten är reproducerande i Sverige.